# Заговор Остера
Заговор О́стера (нем. Septemberverschwörung — «сентябрьский заговор») 1938 года — тайный план свержения Гитлера и нацистского режима в том случае, если Германия начнёт войну с Чехословакией из-за Судетской области. План разработал подполковник Ханс Остер при участии других офицеров и генералов Вермахта, не желавших втягивания Германии в военные авантюры Гитлера. Участники заговора планировали физическое устранение Гитлера и свержение нацистского режима военной силой, после чего предполагалось восстановить монархию во главе с принцем Вильгельмом Прусским, внуком отречённого императора Вильгельма II.

## Планы заговорщиков

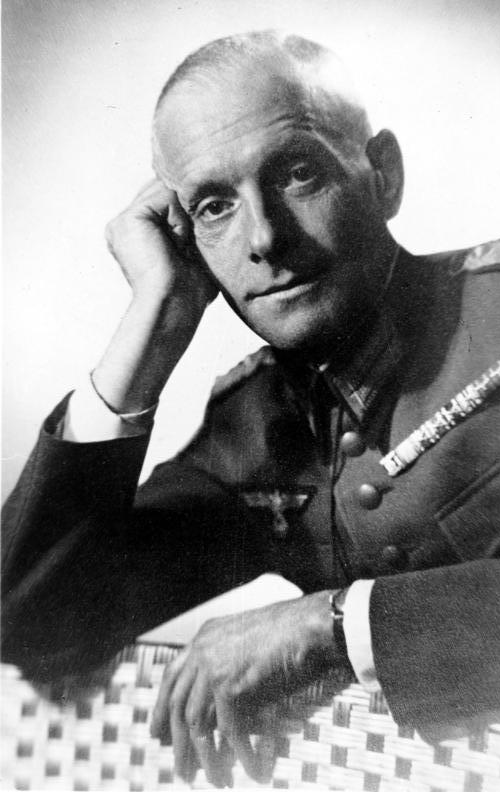
Ханс Остер в 1939 году

План был задуман и детально разработан подполковником вермахта Хансом Остером и майором абвера Гельмутом Гроскуртом. Они привлекли к заговору других офицеров, недовольных режимом нацистов, таких как генерал-полковник Людвиг Бек, генерал Вильгельм Адам, генерал-полковник Браухич, генерал-полковник Гальдер, генерал-лейтенант Вицлебен и адмирал Канарис. План включал штурм рейхсканцелярии и устранение Гитлера отрядом вермахта под командованием графа Ганса-Юргена фон Блюменталя. После этого предполагалось отстранить от власти аппарат нацистской партии, и таким образом предотвратить вторжение в Чехословакию, которое, как опасались заговорщики, может привести к войне, гибельной для Германии.
Заговорщики также посвятили в свой план министра иностранных дел Эрнста фон Вайцзеккера и дипломатов Теодора Кордта и Эриха Кордта. Теодор Кордт имел налаженные контакты с англичанами, от которых зависел успех заговора, поскольку требовалось чтобы Англия заняла жёсткую позицию в отношении планов Гитлера по захвату Судетской области. Однако Невилл Чемберлен, опасаясь возможности новой большой войны, предпочёл политику умиротворения Гитлера, что в итоге привело к заключению Мюнхенского договора и передаче Германии стратегического района Чехословакии. Это уничтожило все шансы на успех заговора, поскольку дипломатический успех Гитлера привёл к небывалому росту его популярности внутри Германии.

## Участники

### Заговорщики
- Адам, генерал пехоты Вильгельм, командующий «Западным валом» Германии
- Бек, генерал-полковник Людвиг, бывший начальник Генерального штаба сухопутных войск
- Браухич, генерал-полковник Вальтер фон, главнокомандующий армией
- Брокдорф-Ахлефельдт, генерал Вальтер, Граф фон, командир двадцать третьей дивизии в Потсдаме; подчиненный генерала Эрвина фон Витцлебена
- Канарис, адмирал Вильгельм, начальник Абвера (военной разведки)
- Дохнаньи, Ганс фон, министерство юстиции
- Гизевиус, Ганс-Бернд, министерство внутренних дел
- Герделер, Карл, бывший бургомистр Лейпцига и бывший комиссар по ценам Рейха
- Гроскурт, подполковник Гельмут, Абвер
- Гальдер, генерал артиллерии Франц, начальник генерального штаба сухопутных войск
- Хазе, генерал-майор Пауль фон, командир пятидесятого пехотного полка (Ландсберг-ан-дер-Варте)
- Хайнц, капитан Фридрих Вильгельм, Абвер
- Хеллдорф, Вольф, Граф фон, президент полиции, Берлин
- Гёпнер, генерал артиллерии Эрих, командир Первой легкой дивизии
- Клейст-Шменцин, Эвальд фон (старший), прусский аристократ
- Клюге, генерал артиллерии Ганс Гинтер фон, командующий VI военным округом (Мюнстер)
- Кордт, Эрих, начальник министерской канцелярии, Министерство иностранных дел Германии, брат Тео
- Кордт, Тео, советник посольства Германии в Лондоне, брат Эриха
- Лидиг, лейтенант Франц Мария, Абвер
- Лист, генерал от инфантерии Вильгельм, командир IV военного округа (Дрезден)
- Небе, Артур, начальник криминальной полиции
- Ольбрихт, генерал-лейтенант Фридрих, начальник штаба генерала Листа, IV военный округ (Дрезден)
- Остер, подполковник Ганс, Абвер, организатор заговора
- Рорихт, подполковник Эдгар, штабной офицер при генерал-лейтенанте Ольбрихте
- Шахт, Ялмар, глава Рейхсбанка, бывший министр финансов
- Шлабрендорф, Фабиан фон, адвокат; историк движения сопротивления; непосредственно в заговоре 1938 года не участвовал
- Шуленбург, Фриц-Дитлоф, Граф фон дер, вице-президент берлинской полиции
- Симонис, Сюзанна, репортер Deutsche Allgemeine Zeitung, двоюродная сестра Эриха и Тео Кордта
- Штрюнк, Теодор[англ.], и Элизабет Гертнер-Штрюнк, друзья Остера и сочувствующие сопротивлению
- Штильпнагель, генерал-лейтенант Карл-Генрих фон, заместитель начальника II отдела Генерального штаба сухопутных войск
- Улекс, генерал артиллерии Александр, командир XI военного округа (Ганновер)
- Вайцзеккер, Эрнст фон, статс-секретарь министерства иностранных дел Германии
- Видеманн, капитан Фриц, адъютант Гитлера
- Витцлебен, генерал пехоты Эрвин фон, командир III военного округа (Берлин)
- Витцлебен, подполковник Герман фон, двоюродный брат Эрвина фон Витцлебена

### Нацисты
- Геббельс, Йозеф, министр пропаганды
- Геринг, рейхсмаршал Герман, командующий Люфтваффе и назначенный преемник Гитлера
- Гейдрих, Рейнхард, командир СД (Sicherheitsdienst — Служба безопасности) и Гестапо
- Гиммлер, рейхсфюрер-СС Генрих, командующий СС
- Гитлер, Адольф, канцлер и фюрер
- Кальтенбруннер, Эрнст, подчиненный СД, а после 1942 года — преемник Гейдриха
- Лоренц, Вернер, сотрудник СД
- Риббентроп, Иоахим фон, министр иностранных дел

### Британцы
- Кадоган, сэр Александр, постоянный заместитель секретаря Министерства иностранных дел
- Чемберлен, Невилл, премьер-министр
- Черчилль, Уинстон С., член парламента от консерваторов
- Доусон, сэр Джеффри, главный редактор газеты «Таймс»
- Дафф Купер, Альфред, первый лорд Адмиралтейства
- Галифакс, Эдвард Вуд, третий виконт Галифакс, министр иностранных дел
- Хендерсон, сэр Невил, посол в Германии
- Киркпатрик, сэр Ивон, первый секретарь британского посольства в Берлине
- Саймон, сэр Джон, канцлер казначейства
- Стэнли, Оливер[англ.], президент Торгового совета
- Ванситтарт, сэр Роберт, главный дипломатический советник правительства
- Уилсон, сэр Хорас, главный советник правительства по вопросам промышленности, доверенное лицо премьер-министра

### Другие
- Бене, Эдвард, президент Чехословакии
- Бломберг, фельдмаршал Вернер фон, бывший военный министр
- Даладье, Эдуард, премьер-министр Франции
- Энгель, капитан Герхард, адъютант гитлеровской армии
- Франк, Карл Герман, официальный представитель Судето-немецкой партии
- Фрич, генерал-полковник Вернер фон, бывший командующий армией
- Генлейн, Конрад, лидер Судето-немецкой партии
- Хоссбах, полковник Фридрих, бывший адъютант Гитлера
- Йодль, генерал-майор Альфред, начальник штаба оперативного руководства, Верховного командования вермахта (OKW)
- Кейтель, генерал артиллерии Вильгельм, начальник OKW; фактически администратор Гитлера
- Либманн, генерал пехоты Курт, командующий Пятой армией
- Масарик, Ян, чешский посол в Великобритании
- Радер, адмирал Эрих, командующий военно-морским флотом
- Шмидт, Пауль Отто, переводчик Гитлера

## Последствия
Заговорщики не были обнаружены, и в дальнейшем многие из них стали лидерами немецкого сопротивления Гитлеру и нацизму во время Второй мировой войны. Сам Остер находился на военной службе до 1943 года, когда его поместили под домашний арест после того, как были разоблачены другие офицеры абвера, помогавшие евреям бежать из Германии. После неудачного июльского заговора 1944 года в руки гестапо попали дневники адмирала Канариса, в которых была описана, в том числе, и роль Остера в заговоре 1938 года. Остер был помещён в концлагерь и повешен в апреле 1945 года.